# Кучуково (Учалинський район)
Кучу́ково (рос. Кучуково, башк. Көсөк) — присілок у складі Учалинського району Башкортостану, Росія. Входить до складу Ільчигуловської сільської ради.
Населення — 72 особи (2010; 100 в 2002).
Національний склад:
- башкири — 92%